# Liste der Monuments historiques in Le Plessis-Robinson
Die Liste der Monuments historiques in Le Plessis-Robinson führt die Monuments historiques in der französischen Gemeinde Le Plessis-Robinson auf.

## Liste der Bauwerke
| Bezeichnung             | Beschreibung | Standort                  | Kennzeichnung | Schutzstatus | Datum | Bild           |
| ----------------------- | ------------ | ------------------------- | ------------- | ------------ | ----- | -------------- |
| Kirche St-Jean-Baptiste |              | Place de la Mairie (Lage) | PA00088133    | Inscrit      | 1929  | weitere Bilder |

## Liste der Objekte
- Monuments historiques (Objekte) in Le Plessis-Robinson in der Base Palissy des französischen Kultusministeriums